# 10a etapa del Tour de França de 2013
La 10a etapa del Tour de França de 2013 es disputà el dimarts 9 de juliol de 2013 sobre un recorregut de 197 km entre Saint-Gildas-des-Bois (Loira Atlàntic) i Saint-Malo (Ille i Vilaine).
El vencedor de l'etapa fou l'alemany Marcel Kittel (Argos-Shimano), que s'imposà a l'esprint al també alemany André Greipel (Lotto-Belisol) i al britànic Mark Cavendish (Omega Pharma-Quick Step). No es produeix cap canvi en les classificacions i Christopher Froome (Team Sky) manté el liderat.

## Recorregut

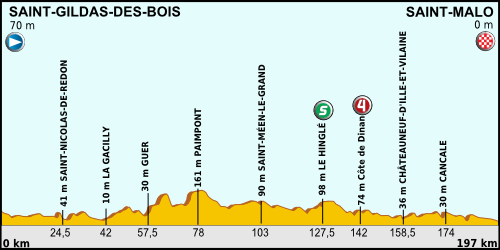
Recorregut de la 10a etapa

Etapa plana per carreteres bretones l'endemà del primer dia de descans. En els seus 197 km els ciclistes passarien pels departaments del Loira Atlàntic, Morbihan, les Côtes-d'Armor i Ille i Vilaine. Poc després de l'esprint a Le Hinglé els ciclistes passarien per l'única cota puntuable del dia, la cota de Dinan.

## Desenvolupament de l'etapa

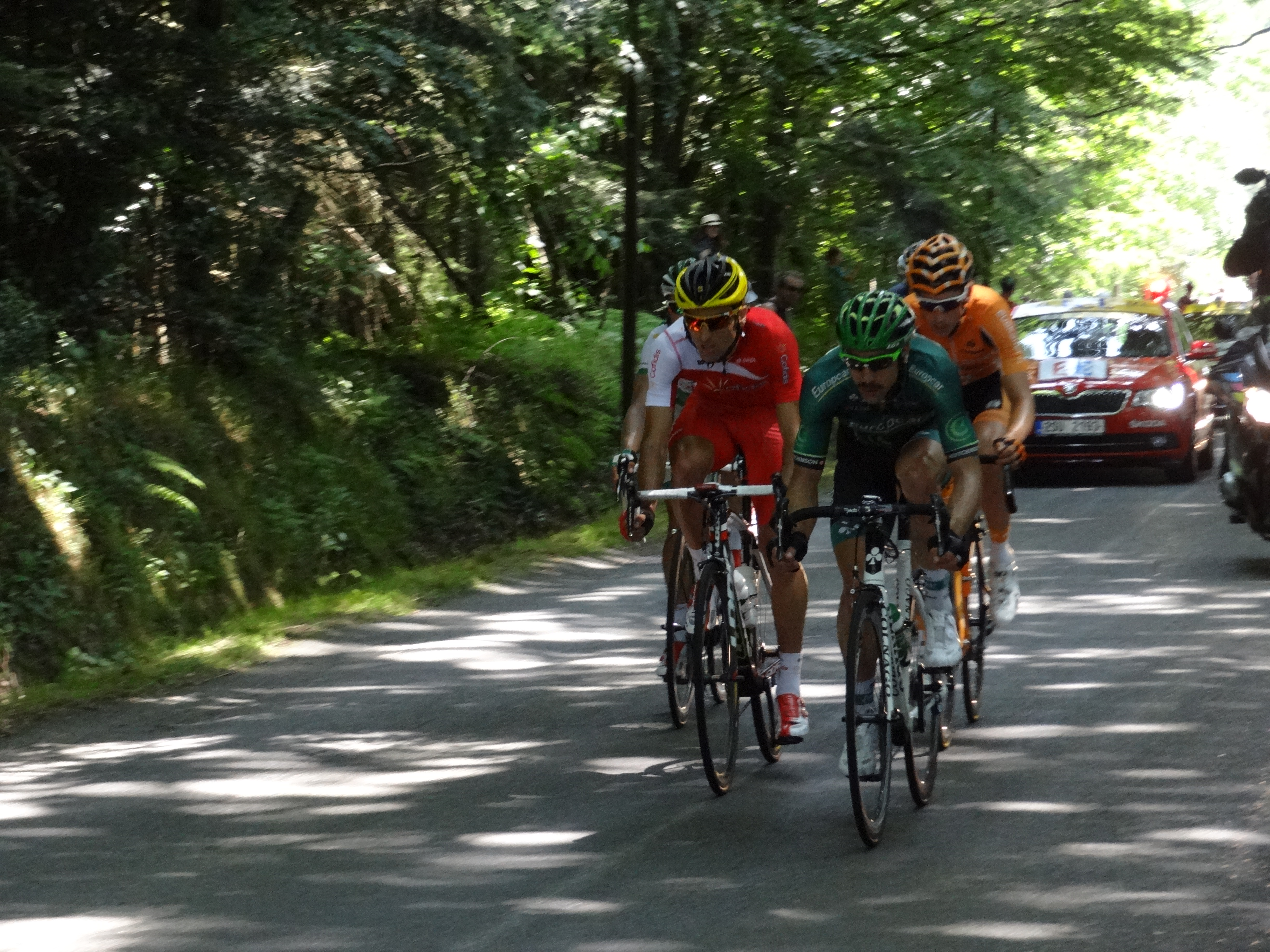
Pas del grup capdavanter per Paimpont.

En el primer quilòmetre d'etapa es forma una escapada integrada per Julien Simon (Sojasun), Jérôme Cousin (Team Europcar), Lieuwe Westra (Vacansoleil-DCM), Luis Ángel Maté (Cofidis) i Juan José Oroz (Euskaltel–Euskadi). Aquest grup aconseguí una màxima diferència de 5' 05" al km 32, però el control pels equips dels esprintadors va evitar que aquesta augmentés i es va mantenir al voltant dels quatre minuts. Luis Ángel Maté fou el primer al pas per l'esprint de Le Hinglé, mentre Lieuwe Westra fou el primer a la cota de Dinan, de quarta categoria. Entre els escapats es produeixen diversos atacs i finalment seran capturats a manca de 7 km per a l'arribada. Finalment, la victòria d'etapa es disputa a l'esprint, sent el més ràpid l'alemany Marcel Kittel (Argos-Shimano), que supera al també alemany André Greipel (Lotto-Belisol). Durant l'esprint Mark Cavendish (Omega Pharma-Quick Step) provoca la caiguda de Tom Veelers, company de Kittel, però no és sancionat per aquests fets. Christopher Froome (Team Sky) conserva el liderat.

## Esprints
| Primer  | Luis Ángel Maté (ESP)    | 20 pts |
| Segon   | Lieuwe Westra (NED)      | 17 pts |
| Tercer  | Julien Simon (FRA)       | 15 pts |
| Quart   | Jérôme Cousin (FRA)      | 13 pts |
| Cinquè  | Juan José Oroz (ESP)     | 11 pts |
| Sisè    | André Greipel (GER)      | 10 pts |
| Setè    | Peter Sagan (GER)        | 9 pts  |
| Vuitè   | Mark Cavendish (GBR)     | 8 pts  |
| Novè    | Joan Antoni Flecha (CAT) | 7 pts  |
| Desè    | José Joaquín Rojas (ESP) | 6 pts  |
| Onzè    | Fabio Sabatini (ITA)     | 5 pts  |
| Dotzè   | Maciej Bodnar (POL)      | 4 pts  |
| Tretzè  | Thomas de Gendt (BEL)    | 3 pts  |
| Catorzè | Sylvain Chavanel (FRA)   | 2 pts  |
| Quinzè  | Ian Stannard (GBR)       | 1 pt   |

| Primer  | Marcel Kittel (GER)      | 45 pts |
| Segon   | André Greipel (GER)      | 35 pts |
| Tercer  | Mark Cavendish (GBR)     | 30 pts |
| Quart   | Peter Sagan (SVK)        | 26 pts |
| Cinquè  | William Bonnet (FRA)     | 22 pts |
| Sisè    | Alexander Kristoff (NOR) | 20 pts |
| Setè    | Samuel Dumoulin (FRA)    | 18 pts |
| Vuitè   | Kévin Réza (FRA)         | 16 pts |
| Novè    | Danny van Poppel (NED)   | 14 pts |
| Desè    | José Joaquín Rojas (ESP) | 12 pts |
| Onzè    | Matthew Goss (AUS)       | 10 pts |
| Dotzè   | Gregory Henderson (NZL)  | 8 pts  |
| Tretzè  | Yohann Gène (FRA)        | 6 pts  |
| Catorzè | Cyril Lemoine (FRA)      | 4 pts  |
| Quinzè  | Joan Antoni Flecha (CAT) | 2 pt   |

## Ports de muntanya
| - 1. Cota de Dinan. 74m. 4a categoria (km 142) (1,0 km al 4,2%) \| Primer \| Lieuwe Westra (NED) \| 1 pt \| |                     |      |
| Primer | Lieuwe Westra (NED) | 1 pt |

## Classificació de l'etapa
|    | Ciclista                 | Equip                   | Punts      |
| -- | ------------------------ | ----------------------- | ---------- |
| 1  | Marcel Kittel (GER)      | Argos-Shimano           | 4h 53' 25" |
| 2  | André Greipel (GER)      | Lotto-Belisol           | m. t.      |
| 3  | Mark Cavendish (GBR)     | Omega Pharma-Quick Step | m. t.      |
| 4  | Peter Sagan (SVK)        | Cannondale              | m. t.      |
| 5  | William Bonnet (FRA)     | FDJ                     | m. t.      |
| 6  | Alexander Kristoff (NOR) | Team Katusha            | m. t.      |
| 7  | Samuel Dumoulin (FRA)    | AG2R La Mondiale        | m. t.      |
| 8  | Kévin Reza (FRA)         | Team Europcar           | m. t.      |
| 9  | Danny van Poppel (NED)   | Vacansoleil-DCM         | m. t.      |
| 10 | José Joaquín Rojas (ESP) | Movistar Team           | m. t.      |

## Classificació general
|    | Ciclista                         | Equip                   | Temps       |
| -- | -------------------------------- | ----------------------- | ----------- |
| 1  | Chris Froome (GBR)               | Team Sky                | 41h 52' 43" |
| 2  | Alejandro Valverde (ESP)         | Movistar Team           | + 1' 25"    |
| 3  | Bauke Mollema (NED)              | Belkin Pro Cycling Team | + 1' 44"    |
| 4  | Laurens ten Dam (NED)            | Belkin Pro Cycling Team | + 1' 50"    |
| 5  | Roman Kreuziger (CZE)            | Team Saxo-Tinkoff       | + 1' 51"    |
| 6  | Alberto Contador (ESP)           | Team Saxo-Tinkoff       | + 1' 51"    |
| 7  | Nairo Quintana (COL)             | Movistar Team           | + 2' 02"    |
| 8  | Daniel Martin (IRL)              | Garmin-Sharp            | + 2' 28"    |
| 9  | Joaquim Rodríguez (CAT)          | Team Katusha            | + 2' 31"    |
| 10 | Rui Alberto Faria da Costa (POR) | Movistar Team           | + 2' 45"    |

## Classificacions annexes
|    | Ciclista             | Equip                   | Punts   |
| -- | -------------------- | ----------------------- | ------- |
| 1r | Peter Sagan (SVK)    | Cannondale              | 269 pts |
| 2n | André Greipel (GER)  | Lotto-Belisol           | 186 pts |
| 3r | Mark Cavendish (GBR) | Omega Pharma-Quick Step | 166 pts |

|    | Ciclista             | Equip         | Punts  |
| -- | -------------------- | ------------- | ------ |
| 1r | Pierre Rolland (FRA) | Team Europcar | 49 pts |
| 2n | Chris Froome (GBR)   | Team Sky      | 33 pts |
| 3r | Richie Porte (AUS)   | Team Sky      | 28 pts |

|    | Ciclista                 | Equip                   | Temps       |
| -- | ------------------------ | ----------------------- | ----------- |
| 1r | Nairo Quintana (COL)     | Movistar Team           | 41h 54' 45" |
| 2n | Michał Kwiatkowski (POL) | Omega Pharma-Quick Step | + 1' 23"    |
| 3r | Romain Bardet (FRA)      | AG2R La Mondiale        | + 5' 07"    |

|    | Equip                   | Temps        |
| -- | ----------------------- | ------------ |
| 1r | Movistar Team           | 124h 51' 44" |
| 2n | Team Saxo-Tinkoff       | + 04' 11"    |
| 3r | Belkin Pro Cycling Team | + 05' 22"    |

## Abandonaments
No es produí cap abandonament.